# Squalus griffini
Squalus griffini är en hajart som beskrevs av Phillipps 1931. Squalus griffini ingår i släktet Squalus och familjen pigghajar. IUCN kategoriserar arten globalt som livskraftig. Inga underarter finns listade i Catalogue of Life.